# آل (رنگ)
آل رنگی مایل به قرمز است که از ریشه گیاهی استخراج می‌شود. 
برای تهیه آن از زاج سفید و روناس بهره می‌گیرند.